# Dolanjski Jarak
 Dolanjski Jarak  falu Horvátországban Zágráb megyében. Közigazgatásilag Jasztrebarszkához tartozik.

## Fekvése
Zágrábtól 32 km-re délnyugatra, községközpontjától 5 km-re északnyugatra a Dolanjščica patak partján fekszik. 

## Története
1312-ben és 1345-ben "terra Doliani" néven említik, 1312-ben Dragan gróf birtoka volt. 1450-ben "Dolyane" néven szerepel. Sveta Jana plébániájához tartozik.
A falunak 1857-ben 60, 1910-ben 84 lakosa volt. Trianon előtt Zágráb vármegye Jaskai járásához tartozott. 2001-ben  44  lakosa volt. 

## Lakosság
| Lakosság változása | Lakosság változása | Lakosság változása | Lakosság változása | Lakosság változása | Lakosság változása | Lakosság változása | Lakosság változása | Lakosság változása | Lakosság változása | Lakosság változása | Lakosság változása | Lakosság változása | Lakosság változása | Lakosság változása |
| ------------------ | ------------------ | ------------------ | ------------------ | ------------------ | ------------------ | ------------------ | ------------------ | ------------------ | ------------------ | ------------------ | ------------------ | ------------------ | ------------------ | ------------------ |
| 1857               | 1869               | 1880               | 1890               | 1900               | 1910               | 1921               | 1931               | 1948               | 1953               | 1961               | 1971               | 1981               | 1991               | 2001               |
| 60                 | 64                 | 70                 | 72                 | 74                 | 84                 | 80                 | 71                 | 80                 | 81                 | 83                 | 75                 | 63                 | 59                 | 44                 |

## Külső hivatkozások
- Jasztrebaszka város hivatalos oldala
- A svetajanai plébánia honlapja